# Японски скат пеперуда
Японските скатове пеперуди (Gymnura japonica) са вид хрущялни риби от семейство Gymnuridae.
Те са уязвим вид.
Таксонът е описан за пръв път от Кунрад Якоб Теминк през 1850 година.